# 시마즈 창업 기념 자료관

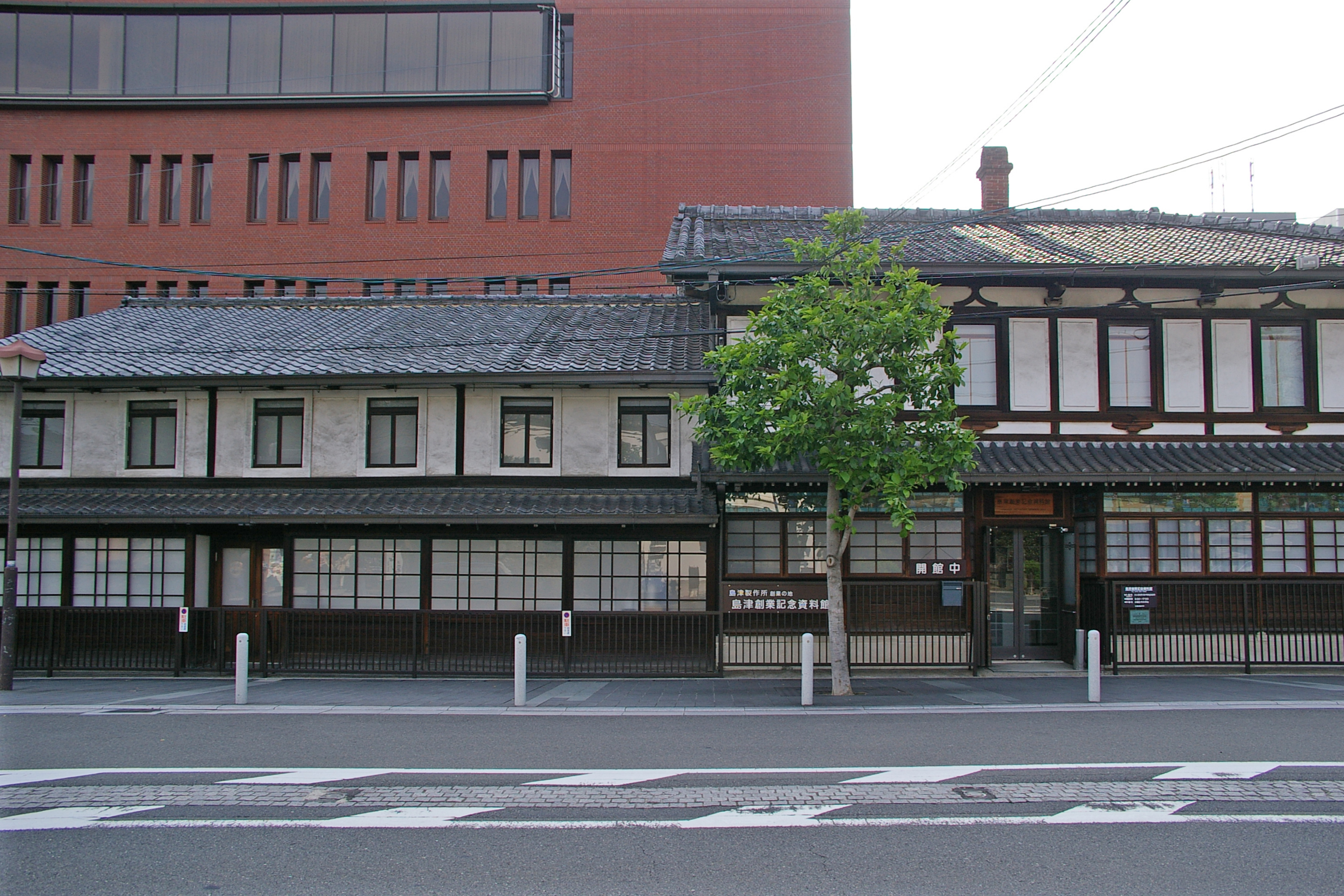
시마즈 창업 기념 자료관 전경(교토시 나카교구). 왼쪽이 남동, 오른쪽이 북동

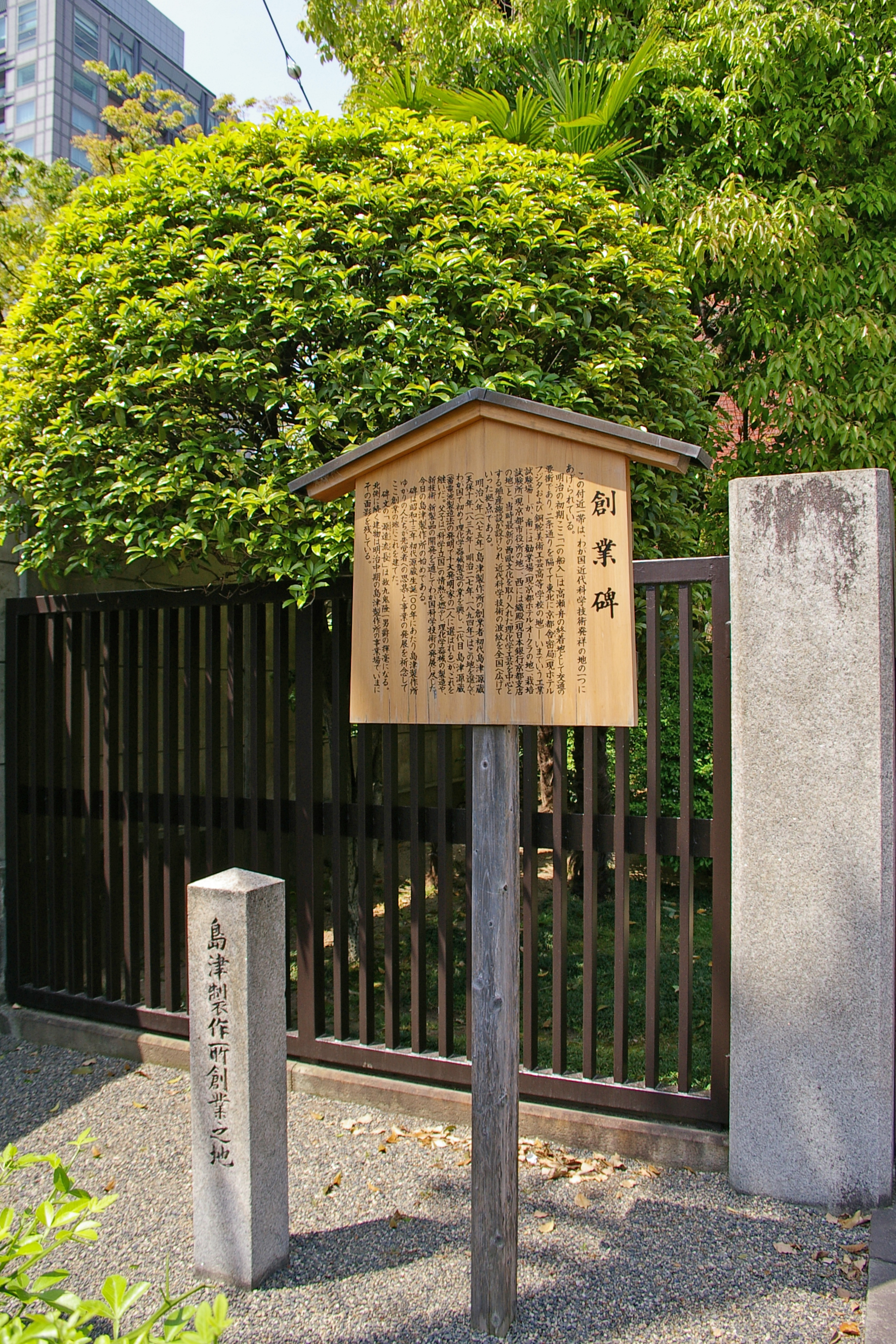
부지 내에 있는 시마즈 제작소 창업비

시마즈 창업 기념 자료관(일본어: 島津創業記念資料館)은 일본 교토부 교토시 나카교구에 있는 박물관이다. 시마즈 제작소가 1975년에 창업 100주년을 기념해서 창업자인 초대 시마즈 겐조를 기리기 위해 개설했다. 남동(1888년 준공)과 북동(1894년 준공)으로 돼있어서 창업 초기에 시마즈의 주거·연구소로서 사용되고 있던 건물을 보존·공개하고 있다. 남동·북동 모두 국가의 등록유형문화재(1999년 12월 등록)이다.
문서·기계 전시 외에도 2002년도 노벨 화학상 수상자인 다나카 고이치와 관련된 패널 전시도 있다.

## 연혁
- 1975년 : 자료관 개설[1]
- 1999년 : 국가 유형문화재로 등록[1]
- 2013년 : 관람객 30만 명 달성[1]